# Engelnberg-Tunnel
Der Engelnberg-Tunnel ist ein 171 m langer, denkmalgeschützter, ehemaliger Eisenbahntunnel in Wuppertal. Er befindet sich auf der 1879 eröffneten und ab 1991 stillgelegten Bahnstrecke Düsseldorf-Derendorf–Dortmund Süd („Wuppertaler Nordbahn“) zwischen dem Mirker Bahnhof und dem Haltepunkt Ostersbaum. Er ist einer von sieben Tunneln auf dem Streckenabschnitt zwischen Mettmann und Gevelsberg West.

## Geschichte
Die Rheinische Eisenbahn-Gesellschaft ließ den Tunnel in den Jahren 1877–79 nach Plänen des Baurats Alexander Menne errichten. Am 10. Januar 1991 wurden beide Portale als Baudenkmal eingetragen.
Mit dem Umbau der Wuppertaler Nordbahn zu einem Bahntrassenradweg durch die Wuppertalbewegung ist der Engelnberg-Tunnel der erste Tunnel, dessen Boden 2010 asphaltiert wurde. Er blieb zunächst für die Öffentlichkeit verschlossen – zum Schutz der Fledermäuse sowie aus Sicherheitsbedenken wegen der fehlenden Beleuchtung und Eisgefahr. Auch in den nächsten Jahren wurde der provisorisch geöffnete Tunnel wegen Eiszapfen oder Steinschlag zeitweise geschlossen. Der Streckenabschnitt mit dem Tunnel Engelnberg wurde im September 2014 freigegeben.

## Beschreibung
Die Portale des Engelnberg-Tunnels sind unverändert und überwiegend aus Naturstein gemauert. Die Portalmauern aus lagerhaft angeordneten Bruchsteinen sind gestuft und über der Öffnung durch kleine Nischen gegliedert. Die Stützbögen bestehen aus Ziegelsteinen, die Tunnelröhre ist mit Spritzbeton ausgekleidet.

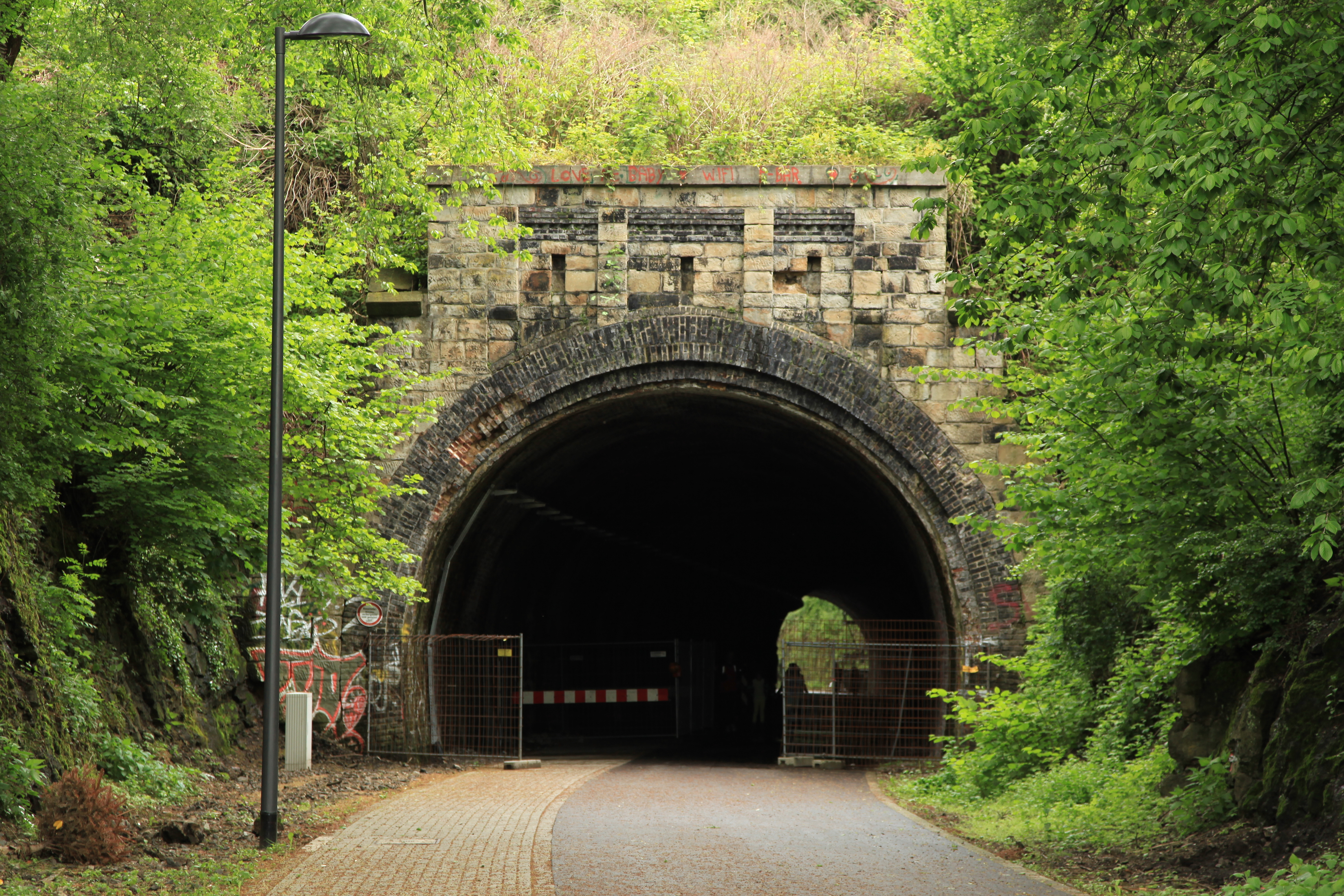
Ostportal, 2013
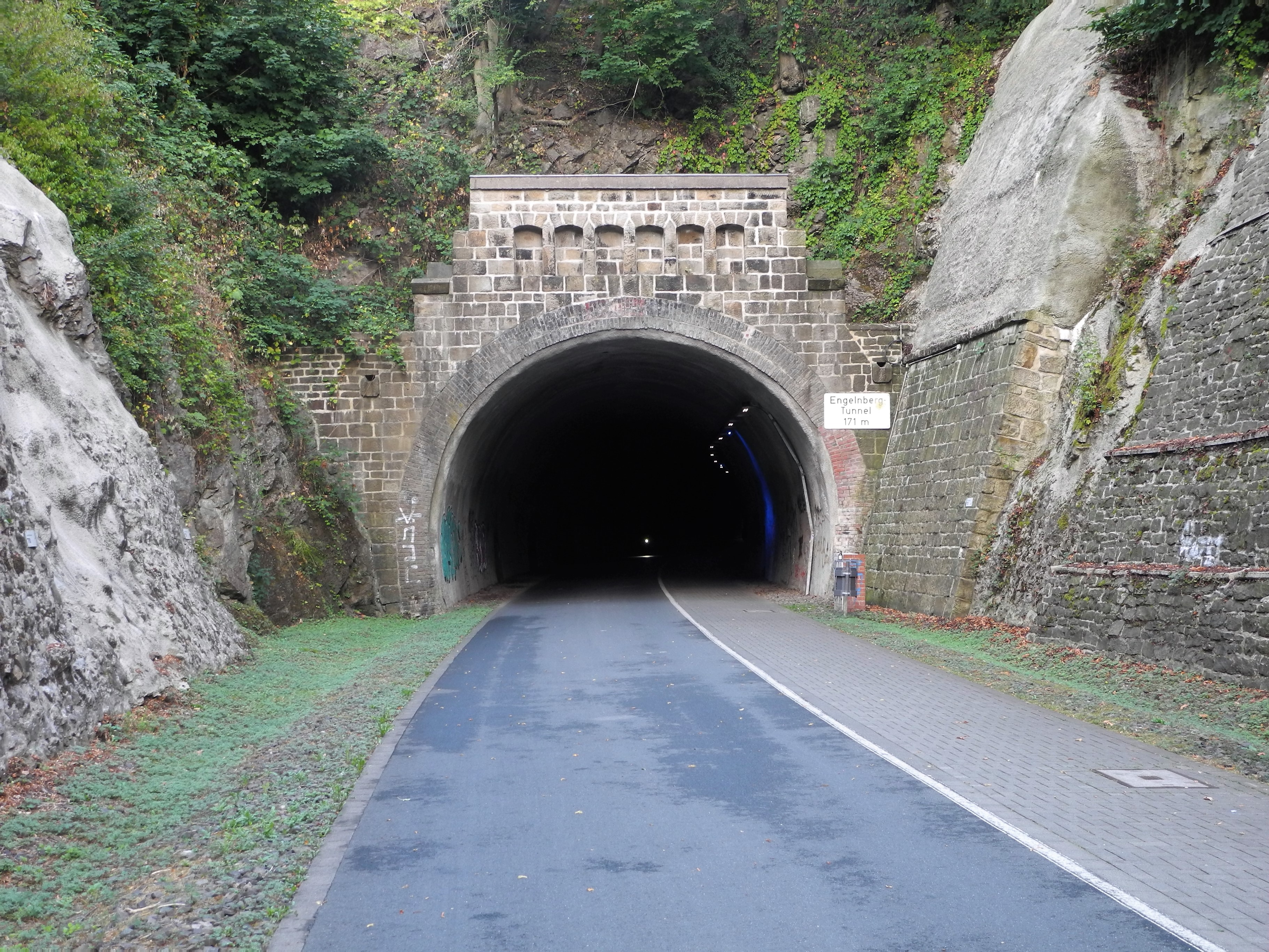
Westportal, 2018